# Liste des centrales nucléaires en Ukraine
La liste des centrales nucléaires d'Ukraine compte en 2015 quatre centrales nucléaires équipées de quinze réacteurs nucléaires de production opérationnels auxquels s'ajouteraient deux réacteurs en construction depuis 28 ans. Les quatre réacteurs de Tchernobyl ont été arrêtés définitivement après la catastrophe de 1986.
En 2014, la production d’électricité d’origine nucléaire produite atteint 83 TWh, soit 49 % de l’électricité produite en Ukraine. 
| \| Khmelnitski Rivné Ukraine du Sud Zaporijjia Tchernobyl Crimée \| Localisation des centrales nucléaires en Ukraine |
| Khmelnitski Rivné Ukraine du Sud Zaporijjia Tchernobyl Crimée                                                        |

## Liste des réacteurs de production

### Réacteurs en service
Les 15 réacteurs appartiennent tous à la filière nucléaire des réacteurs à eau pressurisée. Les caractéristiques de ces réacteurs sont données dans le tableau ci-après, classés alphabétiquement. La puissance brute correspond à la puissance délivrée sur le réseau augmentée de la consommation interne de la centrale. La puissance nette correspond quant à elle à la puissance délivrée sur le réseau et sert d'indicateur en termes de puissance installée. 
Mis en service en septembre 1981, ROVNO-1 est le plus ancien réacteur en activité en Ukraine. ROVNO-4 est, quant à lui, le dernier à avoir été mis en service en avril 2006.
| Centrale nucléaire | Nom du réacteur | Type | Modèle     | Puissance [MW] | Puissance [MW] | Puissance [MW] | Exploitant | Construct. | Début constr. | Raccord. au réseau | Mise en service comm. |
| Centrale nucléaire | Nom du réacteur | Type | Modèle     | therm. (MWt)   | brute (MWe)    | nette (MWe)    | Exploitant | Construct. | Début constr. | Raccord. au réseau | Mise en service comm. |
| ------------------ | --------------- | ---- | ---------- | -------------- | -------------- | -------------- | ---------- | ---------- | ------------- | ------------------ | --------------------- |
| Khmelnitski        | KHMELNITSKI-1   | REP  | VVER V-320 | 3 000          | 1 000          | 950            | NNEGC      | PAIP       | nov 1981      | décembre 1987      | août 1988             |
| Khmelnitski        | KHMELNITSKI-2   | REP  | VVER V-320 | 3 000          | 1 000          | 950            | NNEGC      | PAIP       | février 1985  | août 2004          | déc 2005              |
| Rivné              | ROVNO-1         | REP  | VVER V-213 | 1 375          | 420            | 381            | NNEGC      | PAIP       | août 1973     | déc 1980           | sept 1981             |
| Rivné              | ROVNO-2         | REP  | VVER V-213 | 1 375          | 415            | 376            | NNEGC      | PAIP       | octobre 1973  | décembre 1981      | juillet 1982          |
| Rivné              | ROVNO-3         | REP  | VVER V-320 | 3 000          | 1 000          | 950            | NNEGC      | PAIP       | février 1980  | décembre 1986      | mai 1987              |
| Rivné              | ROVNO-4         | REP  | VVER V-320 | 3 000          | 1 000          | 950            | NNEGC      | PAA        | août 1986     | oct 2004           | avril 2006            |
| Ukraine du Sud     | SOUTH UKRAINE-1 | REP  | VVER V-302 | 3 000          | 1 000          | 950            | NNEGC      | PAA        | mars 1977     | décembre 1982      | oct 1983              |
| Ukraine du Sud     | SOUTH UKRAINE-2 | REP  | VVER V-338 | 3 000          | 1 000          | 950            | NNEGC      | PAA        | octobre 1979  | janvier 1985       | avril 1985            |
| Ukraine du Sud     | SOUTH UKRAINE-3 | REP  | VVER V-320 | 3 000          | 1 000          | 950            | NNEGC      | PAA        | février 1985  | septembre 1989     | décembre 1989         |
| Zaporijjia         | ZAPORIJIA-1     | REP  | VVER V-320 | 3 000          | 1 000          | 950            | NNEGC      | PAIP       | avril 1980    | décembre 1984      | décembre 1985         |
| Zaporijjia         | ZAPORIJIA-2     | REP  | VVER V-320 | 3 000          | 1 000          | 950            | NNEGC      | PAIP       | janvier 1981  | juillet 1985       | février 1986          |
| Zaporijjia         | ZAPORIJIA-3     | REP  | VVER V-320 | 3 000          | 1 000          | 950            | NNEGC      | PAIP       | avril 1982    | décembre 1986      | mars 1987             |
| Zaporijjia         | ZAPORIJIA-4     | REP  | VVER V-320 | 3 000          | 1 000          | 950            | NNEGC      | PAIP       | avril 1983    | décembre 1987      | avril 1988            |
| Zaporijjia         | ZAPORIJIA-5     | REP  | VVER V-320 | 3 000          | 1 000          | 950            | NNEGC      | PAIP       | novembre 1985 | août 1989          | octobre 1989          |
| Zaporijjia         | ZAPORIJIA-6     | REP  | VVER V-320 | 3 000          | 1 000          | 950            | NNEGC      | PAIP       | juin 1986     | octobre 1995       | septembre 1996        |

### Réacteurs arrêtés ou dont la construction a été interrompue
- Les quatre réacteurs de la centrale nucléaire de Tchernobyl ont été arrêtés en 1986, consécutivement à la catastrophe de Tchernobyl mais les trois réacteurs non accidentés furent redémarrés à la fin de l'année 1986. Le réacteur no 3, le dernier à être resté en service, fut arrêté définitivement le 15 décembre 2000.
- La centrale nucléaire de Crimée dont la construction a commencé en 1972 a été abandonnée en 1986, à la suite d'une inspection faite après la catastrophe de Tchernobyl, qui a montré que le sous-sol de cette zone était instable.
- Le projet de centrale nucléaire de Kharkiv abandonné après la catastrophe de Tchernobyl.

### Réacteurs en construction
Les réacteurs KHMELNITSKI-3 et KHMELNITSKI-4 sont toujours en construction à la centrale nucléaire de Khmelnitski. Leur construction a débuté respectivement en 1986 et 1987 mais elle est en pause depuis 1990.

## Liste des réacteurs de recherche
- Kiev : Institut de recherche nucléaire
- Sébastopol : Institut de l'énergie et de l'industrie nucléaire (arrêté)

### Sigles
1. ↑  NNEGC : National Nuclear Energy Generating Company
2. ↑  PAIP : Production Amalgamation Izhorsky Plant Atommash, Volgodonsk, Russia
3. ↑  PAA : Production Amalgamation 'Atommash', Volgodonsk